# Чемпионат мира по футболу среди молодёжных команд 1999
12-й Кубок мира ФИФА среди молодёжи — проходил с 3 апреля по 24 апреля 1999 года на стадионах Нигерии, игры проходили в городах: Баучи, Калабар, Энугу, Ибадан, Кадуна, Кано, Лагос и Порт-Харкорт. В турнире приняли участие 24 молодёжные сборные. Победила в 1-й раз в своей истории сборная Испании, лучшим игроком турнира был признан полузащитник сборной Мали, Сейду Кейта.

## Стадионы
| Ибадан | Лагос                | Энугу               | Порт-Харкорт           |
| --- | -------------------- | ------------------- | ---------------------- |
| Либерти | Национальный стадион | Ннамди Азикиве      | Либерейшн              |
| Вместимость: 40,000 | Вместимость: 45,000  | Вместимость: 22,000 | Вместимость: 25,000    |
| |                      |                     |                        |
| Ибадан Лагос Энугу Порт-Харкорт Кано Калабар Кадуна БаучиЧемпионат мира по футболу среди молодёжных команд 1999, Нигерия |                      |                     |                        |
| Кано | Калабар              | Кадуна              | Баучи                  |
| Сани Абача | Ю Джей Эсуэне        | Ахмаду Белло        | Абубакар Тафава Балева |
| Вместимость: 18,000 | Вместимость: 16,000  | Вместимость: 16,500 | Вместимость: 15,000    |
| |                      |                     |                        |

## Квалификация
В финальную часть чемпионата мира вышли 23 команды по итогам континентальных чемпионатов и хозяева турнира сборная Нигерии.
| Конфедерация | Отборочный турнир                                               | Сборные                                               |
| ------------ | --------------------------------------------------------------- | ----------------------------------------------------- |
| АФК          | Чемпионат Азии по футболу 1998 (юноши до 19 лет)                | Япония Казахстан1 Республика Корея Саудовская Аравия  |
| КАФ          | Страна-организатор                                              | Нигерия                                               |
| КАФ          | Чемпионат Африки по футболу среди молодёжных команд 1999        | Камерун Гана Мали Замбия1                             |
| КОНКАКАФ     | Чемпионат КОНКАКАФ среди молодёжных команд 1998                 | Коста-Рика Гондурас Мексика США                       |
| КОНМЕБОЛ     | Чемпионат Южной Америки по футболу среди молодёжных команд 1999 | Аргентина Бразилия Парагвай Уругвай                   |
| ОФК          | Чемпионат Океании по футболу среди молодёжных команд 1998       | Австралия                                             |
| УЕФА         | Чемпионат Европы по футболу 1998 (юноши до 18 лет)              | Хорватия1 Англия Германия Португалия Ирландия Испания |

1.↑ Дебютанты чемпионата мира.

## Финальный турнир

### Группа A
| Команда    | Очки | И | В | Н | П | М   |
| ---------- | ---- | - | - | - | - | --- |
| Парагвай   | 6    | 3 | 2 | 0 | 1 | 5—6 |
| Нигерия    | 4    | 3 | 1 | 1 | 1 | 4—3 |
| Коста-Рика | 4    | 3 | 1 | 1 | 1 | 4—5 |
| Германия   | 3    | 3 | 1 | 0 | 2 | 5—4 |

| Нигерия             | 1:1 | Коста-Рика                |
| ------------------- | --- | ------------------------- |
| Джулиус Агахова 20′ |     | Аллан Мелендес 83′ (пен.) |

| Германия                                    | 4:0 | Парагвай |
| ------------------------------------------- | --- | -------- |
| Энрико Керн 44′, 60′, 69′ · Патрик Фалк 90′ |     |          |

| Нигерия                            | 2:0 | Германия |
| ---------------------------------- | --- | -------- |
| Ганию Шитту 69′ · Хашиму Гарба 81′ |     |          |

| Коста-Рика          | 1:3 | Парагвай                                                    |
| ------------------- | --- | ----------------------------------------------------------- |
| Маурисио Гарита 30′ |     | Роке Санта Крус 26′ · Нельсон Вера 50′ · Нельсон Куэвас 66′ |

| Нигерия         | 1:2 | Парагвай                                   |
| --------------- | --- | ------------------------------------------ |
| Ганию Шитту 38′ |     | Серхио Фернандес 9′ · Рубен Мальдонадо 22′ |

| Коста-Рика                                | 2:1 | Германия          |
| ----------------------------------------- | --- | ----------------- |
| Альберто Бренес 33′ · Эстебан Сантана 69′ |     | Кристиан Тимм 38′ |

### Группа B
| Команда   | Очки | И | В | Н | П | М   |
| --------- | ---- | - | - | - | - | --- |
| Гана      | 7    | 3 | 2 | 1 | 0 | 5—1 |
| Хорватия  | 5    | 3 | 1 | 2 | 0 | 6—2 |
| Аргентина | 4    | 3 | 1 | 1 | 1 | 1—1 |
| Казахстан | 0    | 3 | 0 | 0 | 3 | 1—9 |

| Гана                  | 1:1 | Хорватия             |
| --------------------- | --- | -------------------- |
| Питер Офори Куайе 68′ |     | Звонимир Деранья 22′ |

| Аргентина             | 1:0 | Казахстан |
| --------------------- | --- | --------- |
| Эстебан Камбьяссо 44′ |     |           |

| Гана                  | 1:0 | Аргентина |
| --------------------- | --- | --------- |
| Питер Офори Куайе 76′ |     |           |

| Хорватия | 5:1 | Казахстан         |
| --- | --- | ----------------- |
| Звонимир Деранья 7′ · Дарко Миладин 11′ · Сильвестер Саболчки 34′ · Ивица Банович 79′ · Саша Бьеланович 88′ |     | Ерлан Уразаев 67′ |

| Гана                                | 3:0 | Казахстан |
| ----------------------------------- | --- | --------- |
| Баффур Гьян 51′, 69′ · Туту Аду 53′ |     |           |

| Хорватия | 0:0 | Аргентина |
| -------- | --- | --------- |
|          |     |           |

### Группа C
| Команда           | Очки | И | В | Н | П | М   |
| ----------------- | ---- | - | - | - | - | --- |
| Мексика           | 7    | 3 | 2 | 1 | 0 | 5—2 |
| Ирландия          | 6    | 3 | 2 | 0 | 1 | 6—1 |
| Австралия         | 3    | 3 | 1 | 0 | 2 | 4—8 |
| Саудовская Аравия | 1    | 3 | 0 | 1 | 2 | 2—6 |

| Австралия                                                         | 3:1 | Саудовская Аравия |
| ----------------------------------------------------------------- | --- | ----------------- |
| Джейсон Кулина 29′ · Джон Майсано 72′ · Омар Эль-Гарни 77′ (авт.) |     | Мохамад Дабо 90′  |

| Мексика            | 1:0 | Ирландия |
| ------------------ | --- | -------- |
| Рафаэль Маркес 10′ |     |          |

| Австралия           | 1:3 | Мексика                                                          |
| ------------------- | --- | ---------------------------------------------------------------- |
| Миле Стерьовски 45′ |     | Рафаэль Маркес 2′ · Хуан Пабло Родригес 58′ · Даниэль Осорно 83′ |

| Саудовская Аравия | 0:2 | Ирландия                             |
| ----------------- | --- | ------------------------------------ |
|                   |     | Стивен Макфэйл 42′ · Дэмьен Дафф 65′ |

| Австралия | 0:4 | Ирландия                                                                 |
| --------- | --- | ------------------------------------------------------------------------ |
|           |     | Ричард Сэдлир 20′ · Дэмьен Дафф 73′ · Колин Хили 74′ · Гарри Кроссли 90′ |

| Саудовская Аравия   | 1:1 | Мексика           |
| ------------------- | --- | ----------------- |
| Салех Эль-Сакри 37′ |     | Луис Гонсалес 30′ |

### Группа D
| Команда          | Очки | И | В | Н | П | М   |
| ---------------- | ---- | - | - | - | - | --- |
| Мали             | 6    | 3 | 2 | 0 | 1 | 6—6 |
| Португалия       | 4    | 3 | 1 | 1 | 1 | 4—3 |
| Уругвай          | 4    | 3 | 1 | 1 | 1 | 2—2 |
| Республика Корея | 3    | 3 | 1 | 0 | 2 | 5—6 |

| Уругвай              | 1:2 | Мали                                     |
| -------------------- | --- | ---------------------------------------- |
| Эрнесто Чевантон 65′ |     | Абдулайе Камара 51′ · Махамаду Дисса 90′ |

| Республика Корея | 1:3 | Португалия                                |
| ---------------- | --- | ----------------------------------------- |
| Ким Кун Хён 37′  |     | Рикардо Соуза 27′ · Симан 85′, 90′ (пен.) |

| Уругвай             | 1:0 | Республика Корея |
| ------------------- | --- | ---------------- |
| Эрнесто Чевантон 3′ |     |                  |

| Мали                                          | 2:1 | Португалия      |
| --------------------------------------------- | --- | --------------- |
| Амаду Кулибали 15′ (пен.) · Тенема Ндиайе 45′ |     | Паулу Кошта 55′ |

| Уругвай | 0:0 | Португалия |
| ------- | --- | ---------- |
|         |     |            |

| Мали                                     | 2:4 | Республика Корея                                     |
| ---------------------------------------- | --- | ---------------------------------------------------- |
| Махамаду Дисса 57′ · Мамаду Багайоко 60′ |     | Соль Ги Хён 3′, 35′ · На Хи Кён 22′ · Ли Дон Гук 69′ |

### Группа E
| Команда | Очки | И | В | Н | П | М   |
| ------- | ---- | - | - | - | - | --- |
| Япония  | 6    | 3 | 2 | 0 | 1 | 6—3 |
| США     | 6    | 3 | 2 | 0 | 1 | 5—4 |
| Камерун | 6    | 3 | 2 | 0 | 1 | 4—4 |
| Англия  | 0    | 3 | 0 | 0 | 3 | 0—4 |

| Камерун               | 2:1 | Япония               |
| --------------------- | --- | -------------------- |
| Гаспар Комол 72′, 89′ |     | Наохиро Такахара 51′ |

| Англия | 0:1 | США               |
| ------ | --- | ----------------- |
|        |     | Дэнни Кейлифф 12′ |

| Камерун                 | 1:0 | Англия |
| ----------------------- | --- | ------ |
| Ричард Купер 63′ (авт.) |     |        |

| Япония                                                              | 3:1 | США                |
| ------------------------------------------------------------------- | --- | ------------------ |
| Ник Даунинг 10′ (авт.) · Наохиро Такахара 51′ · Мицуо Огасавара 85′ |     | Райан Футагаки 74′ |

| Камерун           | 1:3 | США                                             |
| ----------------- | --- | ----------------------------------------------- |
| Фрэнсис Киойо 63′ |     | Тейлор Твеллмэн 38′, 79′ · Карлос Боканегра 57′ |

| Япония                             | 2:0 | Англия |
| ---------------------------------- | --- | ------ |
| Тацуя Исикава 39′ · Синдзи Оно 48′ |     |        |

### Группа F
| Команда  | Очки | И | В | Н | П | М    |
| -------- | ---- | - | - | - | - | ---- |
| Испания  | 7    | 3 | 2 | 1 | 0 | 5—1  |
| Бразилия | 6    | 3 | 2 | 0 | 1 | 8—3  |
| Замбия   | 4    | 3 | 1 | 1 | 1 | 5—8  |
| Гондурас | 0    | 3 | 0 | 0 | 3 | 4—10 |

| Замбия                                                               | 4:3 | Гондурас                                       |
| -------------------------------------------------------------------- | --- | ---------------------------------------------- |
| Гифт Кампамба 18′ · Бернард Макуфи 45+2′, 59′ · Рональд Мбамбара 82′ |     | Давид Суасо 11′, 86′ · Хулио Сесар де Леон 41′ |

| Испания        | 2:0 | Бразилия |
| -------------- | --- | -------- |
| Габри 14′, 32′ |     |          |

| Замбия | 0:0 | Испания |
| ------ | --- | ------- |
|        |     |         |

| Гондурас | 0:3 | Бразилия                     |
| -------- | --- | ---------------------------- |
|          |     | Эду 36′, 69′ · Матузалем 39′ |

| Замбия           | 1:5 | Бразилия                                                                                  |
| ---------------- | --- | ----------------------------------------------------------------------------------------- |
| Эндрю Синкала 8′ |     | Роналдиньо 27′ · Фабио Аурелио 45′ · Фернандо Байано 65′ · Мансини 71′ · Родриго Грал 85′ |

| Гондурас                  | 1:3 | Испания                                            |
| ------------------------- | --- | -------------------------------------------------- |
| Карлос Альберто Олива 76′ |     | Пабло 11′ · Фернандо Варела 27′ · Рубен Суарес 32′ |

## Команды, занявшие третьи места
В соответствии с регламентом турнира 4 команды из 6 занявших третьи места в своих группах, проходят в 1/8 финала.
| Группа | Команда    | Очки | И | В | Н | П | М   |
| ------ | ---------- | ---- | - | - | - | - | --- |
| E      | Камерун    | 6    | 3 | 2 | 0 | 1 | 4—4 |
| D      | Уругвай    | 4    | 3 | 1 | 1 | 1 | 2—2 |
| B      | Аргентина  | 4    | 3 | 1 | 1 | 1 | 1—1 |
| A      | Коста-Рика | 4    | 3 | 1 | 1 | 1 | 4—5 |
| F      | Замбия     | 4    | 3 | 1 | 1 | 1 | 5—8 |
| C      | Австралия  | 3    | 3 | 1 | 0 | 2 | 4—8 |

## Плей-офф
|  | 1/8 финала               | 1/8 финала         |                    |      | Четвертьфиналы | Четвертьфиналы |                   |                   | Полуфиналы | Полуфиналы |  |  | Финал | Финал |
|  | ------------------------ | ------------------ | ------------------ | ---- | -------------- | -------------- | ----------------- | ----------------- | ---------- | ---------- |  |  | ----- | ----- |
|  |                          |                    |                    |      |                |                |                   |                   |            |            |  |  |       |       |
|  | 14 апреля — Лагос        |                    |                    |      |                |                |                   |                   |            |            |  |  |       |       |
|  |                          |                    |                    |      |                |                |                   |                   |            |            |  |  |       |       |
|  | Парагвай                 | 2(9)               |                    |      |                |                |                   |                   |            |            |  |  |       |       |
|  | Парагвай                 | 2(9)               | 18 апреля — Лагос  |      |                |                |                   |                   |            |            |  |  |       |       |
|  | Уругвай                  | 2(10)              |                    |      |                |                |                   |                   |            |            |  |  |       |       |
|  | Уругвай                  | 2(10)              | Уругвай            | 2    |                |                |                   |                   |            |            |  |  |       |       |
|  | 14 апреля — Калабар      |                    | Уругвай            | 2    |                |                |                   |                   |            |            |  |  |       |       |
|  |                          | Бразилия           | 1                  |      |                |                |                   |                   |            |            |  |  |       |       |
|  | Бразилия                 | Бразилия           | 1                  | 4    |                |                |                   |                   |            |            |  |  |       |       |
|  | Бразилия                 |                    | 21 апреля — Лагос  | 4    |                |                |                   |                   |            |            |  |  |       |       |
|  | Хорватия                 | 0                  |                    |      |                |                |                   |                   |            |            |  |  |       |       |
|  | Хорватия                 | 0                  | Уругвай            | 1    |                |                |                   |                   |            |            |  |  |       |       |
|  | 15 апреля — Баучи        |                    | Уругвай            | 1    |                |                |                   |                   |            |            |  |  |       |       |
|  |                          | Япония             | 2                  |      |                |                |                   |                   |            |            |  |  |       |       |
|  | Япония                   | Япония             | 2                  | 1(5) |                |                |                   |                   |            |            |  |  |       |       |
|  | Япония                   | 18 апреля — Ибадан |                    | 1(5) |                |                |                   |                   |            |            |  |  |       |       |
|  | Португалия               | 1(4)               |                    |      |                |                |                   |                   |            |            |  |  |       |       |
|  | Португалия               | 1(4)               | Япония             | 2    |                |                |                   |                   |            |            |  |  |       |       |
|  | 15 апреля — Ибадан       |                    | Япония             | 2    |                |                |                   |                   |            |            |  |  |       |       |
|  |                          | Мексика            | 0                  |      |                |                |                   |                   |            |            |  |  |       |       |
|  | Мексика                  | Мексика            | 0                  | 4    |                |                |                   |                   |            |            |  |  |       |       |
|  | Мексика                  |                    | 24 апреля — Лагос  | 4    |                |                |                   |                   |            |            |  |  |       |       |
|  | Аргентина                | 1                  |                    |      |                |                |                   |                   |            |            |  |  |       |       |
|  | Аргентина                | 1                  | Япония             | 0    |                |                |                   |                   |            |            |  |  |       |       |
|  | 15 апреля - Энугу        |                    | Япония             | 0    |                |                |                   |                   |            |            |  |  |       |       |
|  |                          | Испания            | 4                  |      |                |                |                   |                   |            |            |  |  |       |       |
|  | Мали                     | Испания            | 4                  | 5    |                |                |                   |                   |            |            |  |  |       |       |
|  | Мали                     | 18 апреля — Энугу  |                    | 5    |                |                |                   |                   |            |            |  |  |       |       |
|  | Камерун                  | 4                  |                    |      |                |                |                   |                   |            |            |  |  |       |       |
|  | Камерун                  | 4                  | Мали               | 3    |                |                |                   |                   |            |            |  |  |       |       |
|  | 14 апреля — Кано         |                    | Мали               | 3    |                |                |                   |                   |            |            |  |  |       |       |
|  |                          | Нигерия            | 1                  |      |                |                |                   |                   |            |            |  |  |       |       |
|  | Ирландия                 | Нигерия            | 1                  | 1(3) |                |                |                   |                   |            |            |  |  |       |       |
|  | Ирландия                 |                    | 21 апреля — Кадуна | 1(3) |                |                |                   |                   |            |            |  |  |       |       |
|  | Нигерия                  | 1(5)               |                    |      |                |                |                   |                   |            |            |  |  |       |       |
|  | Нигерия                  | 1(5)               | Мали               | 1    |                |                |                   |                   |            |            |  |  |       |       |
|  | 15 апреля — Порт-Харкорт |                    | Мали               | 1    |                |                |                   |                   |            |            |  |  |       |       |
|  |                          | Испания            | 3                  |      | Третье место   | Третье место   |                   |                   |            |            |  |  |       |       |
|  | Испания                  | Испания            | 3                  | 3    | Третье место   | Третье место   |                   |                   |            |            |  |  |       |       |
|  | Испания                  | 18 апреля — Кадуна | 18 апреля — Кадуна | 3    |                |                | 24 апреля — Лагос | 24 апреля — Лагос |            |            |  |  |       |       |
|  | США                      | 18 апреля — Кадуна | 18 апреля — Кадуна | 2    |                |                | 24 апреля — Лагос | 24 апреля — Лагос |            |            |  |  |       |       |
|  | США                      | Испания            | 1(8)               | 2    | Уругвай        | 0              |                   |                   |            |            |  |  |       |       |
|  | 14 апреля — Кадуна       | Испания            | 1(8)               |      | Уругвай        | 0              |                   |                   |            |            |  |  |       |       |
|  |                          | Гана               | 1(7)               |      | Мали           | 1              |                   |                   |            |            |  |  |       |       |
|  | Гана                     | Гана               | 1(7)               | 2    | Мали           | 1              |                   |                   |            |            |  |  |       |       |
|  | Гана                     |                    |                    | 2    |                |                |                   |                   |            |            |  |  |       |       |
|  | Коста-Рика               | 0                  |                    |      |                |                |                   |                   |            |            |  |  |       |       |
|  | Коста-Рика               | 0                  |                    |      |                |                |                   |                   |            |            |  |  |       |       |

### 1/8 финала
| Ирландия                                                | 1:1 | Нигерия                                                                       |
| ------------------------------------------------------- | --- | ----------------------------------------------------------------------------- |
| Ричард Сэдлир 35′                                       |     | Пиус Икедия 70′                                                               |
| Пенальти                                                |     |                                                                               |
| Гарри Кроссли · Пол Доннолли · Томас Хири · Барри Куинн | 3:5 | Пиус Икедия · Гбенга Окуново · Джон Аранка · Эдди Лорд Домбрайе · Ганию Шитту |

| Гана                                     | 2:0 | Коста-Рика |
| ---------------------------------------- | --- | ---------- |
| Овусу Африйе 18′ · Питер Офори Куайе 82′ |     |            |

| Парагвай | 2:2  | Уругвай |
| --- | ---- | --- |
| Роке Санта Крус 62′ (пен.), 86′ |      | Эрнесто Чевантон 32′ · Диего Форлан 49′ |
| Пенальти |      | |
| Роке Санта Крус · Рубен Мальдонадо · Эскобар · Бланко · Пауло да Сильва · Кристиан Флорентин · Мигель Домингес · Нельсон Вера · Нельсон Куэвас · Эвер Хименес · Роке Санта Крус | 9:10 | Фабиан Каноббио · Фернандо Даниэль Кардосо · Сесар Пельегрин · Фабиан Карини · Хорхе Анчен · Гонсало Сорондо · Алехандро Корреа · Фернандо Мачадо · Фернандо Карреньо · Фабиан Карини · Фабиан Каноббио |

| Бразилия                                                          | 4:0 | Хорватия |
| ----------------------------------------------------------------- | --- | -------- |
| Роналдиньо 21′ (пен.), 45′ · Фернандо Байано 48′ (пен.) · Эду 68′ |     |          |

| Япония                                                                        | 1:1 | Португалия                                                     |
| ----------------------------------------------------------------------------- | --- | -------------------------------------------------------------- |
| Ясухито Эндо 48′                                                              |     | Марко Клаудиу 80′                                              |
| Пенальти                                                                      |     |                                                                |
| Синдзи Оно · Кодзи Наката · Масаси Мотояма · Наохиро Такахара · Томоюки Сакаи | 5:4 | Симан · Марку Клаудиу · Рикарду Соуза · Паулу Кошта · Угу Леал |

| Испания                   | 3:2 | США                      |
| ------------------------- | --- | ------------------------ |
| Пабло 15′, 32′ · Хави 19′ |     | Тейлор Твеллмэн 49′, 90′ |

| Мексика                                                                                        | 4:1 | Аргентина            |
| ---------------------------------------------------------------------------------------------- | --- | -------------------- |
| Даниэль Осорно 52′ · Эдуардо Родригес 55′ · Хуан Пабло Родригес 67′ (пен.) · Луис Гонсалес 88′ |     | Лусиано Галлетти 41′ |

| Мали                                                                                    | 5:4 (4:4,1:0) (доп. вр.) | Камерун                                                      |
| --------------------------------------------------------------------------------------- | ------------------------ | ------------------------------------------------------------ |
| Тенема Ндиайе 9′ · Мамаду Багайоко 67′ · Абдулайе Камара 83′ · Махамаду Дисса 90′, 104′ |                          | Гаспар Комол 10′, 74′ · Модест Мбами 23′ · Фрэнсис Киойо 26′ |

### Четвертьфиналы
| Уругвай                                      | 2:1 | Бразилия            |
| -------------------------------------------- | --- | ------------------- |
| Хорхе Анчен 44′ · Фабиан Каноббио 86′ (пен.) |     | Фернандо Байано 27′ |

| Мали                                        | 3:1 | Нигерия          |
| ------------------------------------------- | --- | ---------------- |
| Мамаду Багайоко 1′, 72′ · Мамаду Диарра 44′ |     | Хашиму Гарба 17′ |

| Япония                             | 2:0 | Мексика |
| ---------------------------------- | --- | ------- |
| Масаши Мотояма 4′ · Синдзи Оно 24′ |     |         |

| Испания | 1:1 | Гана |
| --- | --- | --- |
| Хосе Баркеро 54′ (пен.) |     | Питер Офори Куайе 90′ |
| Пенальти |     | |
| Хави · Алекс Ломбардеро · Франсиско Йесте · Габри Гарсия · Франсиско Хавьер Хусуэ · Давид Бермудо · Карлос Марчена · Пабло Орбаис · Фернандо Варела | 8:7 | Азиз Анса · Абдул Разак · Стивен Аппиа · Теофилус Амузу · Хамза Мохаммед · Баффур Гьян · Карим Абдул · Питер Офори-Куайе · Джордж Блэй |

### Полуфиналы
| Мали               | 1:3 | Испания                            |
| ------------------ | --- | ---------------------------------- |
| Махамаду Дисса 51′ |     | Фернандо Варела 2′, 25′ · Хави 90′ |

| Уругвай              | 1:2 | Япония                                  |
| -------------------- | --- | --------------------------------------- |
| Эрнесто Чевантон 24′ |     | Наохиро Такахара 23′ · Юичиро Нагаи 35′ |

### Матч за 3-е место
| Уругвай | 0:1 | Мали            |
| ------- | --- | --------------- |
|         |     | Сейду Кейта 30′ |

### Финал
| Япония | 0:4 | Испания                                      |
| ------ | --- | -------------------------------------------- |
|        |     | Хосе Баркеро 5′ · Пабло 14′, 33′ · Габри 51′ |

## Призёры
| Чемпион              |
| -------------------- |
| Испания Первый титул |

| 2-е место | 3-е место | 4-е место |
| --------- | --------- | --------- |
| Япония    | Мали      | Уругвай   |